# Podoscyphaceae
Podoscyphaceae är en familj av svampar. Podoscyphaceae ingår i ordningen Polyporales, klassen Agaricomycetes, divisionen basidiesvampar och riket svampar.
Familjen innehåller bara släktet Stereopsis.